# 巴黎市立工程师学校
巴黎市立工程师学校（法語：École des ingénieurs de la ville de Paris，缩写：EIVP）是法国巴黎的一所工程师学校，学校建于1959年，使命是针对城市问题的教学与研究。
学校为巴黎市政府所属的公立学校，也是大学校会议的成员。学校从1971年被工程师头衔委员会授予颁发工程师文凭的资格。
学校与巴黎市立物理化工高等学校同为巴黎市政府的工程师学校。从1986年起，学校向非公务员的普通人开放招生。

## 历史
学校最初设在ESTP内部，后独立建校。
2023年，原属于巴黎城市规划学校的城市工程系并入EIVP。

## 教学
学校授予的文凭：
- 城市工程工程师文凭
- 与国立巴黎拉维莱特高等建筑学校联合培养的工程师与建筑师文凭
- 城市整治职业本科文凭
- 专业硕士
- 继续教育
- 职业经验等价教育 VAE

## 录取方式
学校有三种录取方式：
- 针对大学校预科班学生(MP, PC 与 PSI)：需经过矿业路桥学校共同入学考试以及本校面试
- 针对本科毕业生、研究生第一年学生、大学校预科班学生（PT）与高级技工适应预科班学生的学业档案审查录取（需面试）
- 针对有至少三年工作经验的公务员的内部入学考试、

每年学校工程师教育共招收120名学生，其中8个名额为工程师-建筑师联合培养，8个名额为建筑师-工程师联合培养（与巴黎-拉维莱特国立高等建筑学校合作）。

## 国际化
2013年，学校17.3%的学生为国际学生。

## 排名
| 排名机构                | 2020年        | 2021年                              | 2022年 | 2023年 | 2024年                |
| ----------------------- | ------------- | ----------------------------------- | ------ | ------ | --------------------- |
| 《学生》杂志 L’Étudiant | 96            | 103                                 | 83     | 49     | 52                    |
| Daur 排名               | 35            | 46                                  | 37     |        |                       |
| L'usine nouvelle        | 98            | 82                                  | 97     | 60     | 85                    |
| 《费加罗报》            | 9（土木工程） | 3（土木工程） 8（环境与可持续发展） |        |        | 60（3年制工程师学校） |